# Naturschutzgebiet Marscheider Bachtal
Das Naturschutzgebiet Marscheider Bachtal liegt im Stadtgebiet der kreisfreien Stadt Wuppertal – südlich des Ortsteils Wuppertal-Langerfeld. Es erstreckt ab der Ortschaft Hastberg in nördlicher Richtung entlang dem Marscheider Bach  bis zum südlichen Rand des Wuppertaler Ortsteiles Laaken, wo der Marscheider Bach in die Wupper einmündet.

## Beschreibung
Das 36 ha große Naturschutzgebiet steht seit 1989 unter Schutz und trägt die Kennnummer W-005.
Es ist eine Teilfläche des 125 ha großen FFH-Gebietes „Wupper östlich Wuppertal“ mit der Kennung DE-4709-301. Das ca. 30 ha große Naturschutzgebiets Oberlauf Marscheider Bachtal ergänzt auf Remscheider Stadtgebiet das Wuppertaler Naturschutzgebiet Marscheider Bachtal.
Die Festsetzung des ca. 36 ha großen Naturschutzgebietes erfolgt gemäß § 19 und § 20 a,b und c LG NRW, insbesondere:
- wegen der ökologischen wertvollen Feuchtgebiete,
- wegen des naturnahen Bachlaufes,
- zur Erhaltung der Erlen-Bruch-Vegetation,
- wegen der gut ausgebildeten Pflanzengesellschaft,
- wegen seiner Bedeutung für Weichtiere, Schmetterlinge, Amphibien, Reptilien und Höhlenbrüter,
- wegen des gut ausgebildeten Biotopkomplexes,
- zur Erhaltung der Erlen-Eschen- und Weichholzauenwälder (Prioritärer FFH-Lebensraum),
- zur Erhaltung und Förderung eines dauerhaften und ausreichenden Anteils von Alt- und Totholz, insbesondere von Höhlen- und Uraltbäumen,
- zur Erhaltung und zum Schutz der Fließgewässer mit Unterwasservegetation und zum Erhalt und zur Wiederherstellung einer möglichst unbeeinträchtigten Fließgewässerdynamik,
- und zum besonderen Schutz der Arten von gemeinschaftlichem Interesse nach FFH – Richtlinie, das sind der Kammmolch, die Groppe und das Bachneunauge.[3]

Bemerkenswert ist ein Projekt zum Schutz der äußerst seltenen Schlingnatter, die wohl ihren letzten Lebensraum auf Wuppertaler Gebiet im Marscheider Wald zwischen dem NSG Marscheider Bachtal und dem NSG Herbringhauser Bachtal hat. Dazu wird unter den vorhandenen Freileitungstrassen ein insektenreicher, reptilienfreundlicher Offenland-Lebensraum geschaffen.

## Wanderwege
Durch das Marscheider Bachtal führt der Wanderweg A2 entlang dem  kaum befahrene Fahrweg Marscheider Bach, dem von Laaken bis Kleinbeek gefolgt werden kann, wo eine Fußgängerbrücke (Hochwasserschaden! repariert?) zu einem am Bachufer entlang laufenden Verbindungsweg zur kaum befahrenen Straße Herbinghausen führt. Dieser kann weiter bachaufwärts durch das NSG gefolgt werden.

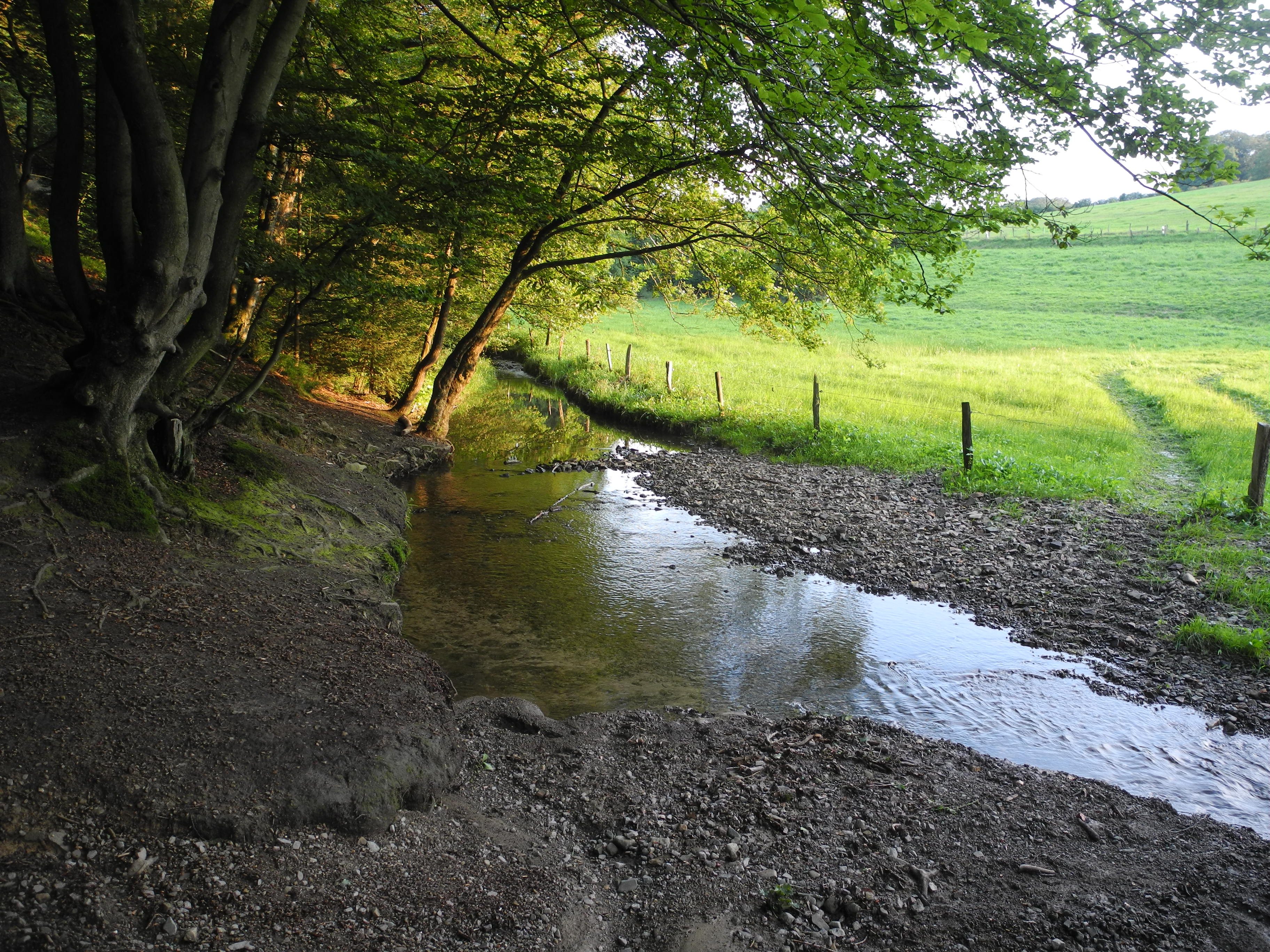
Marscheider Bach bei Kleinbeek
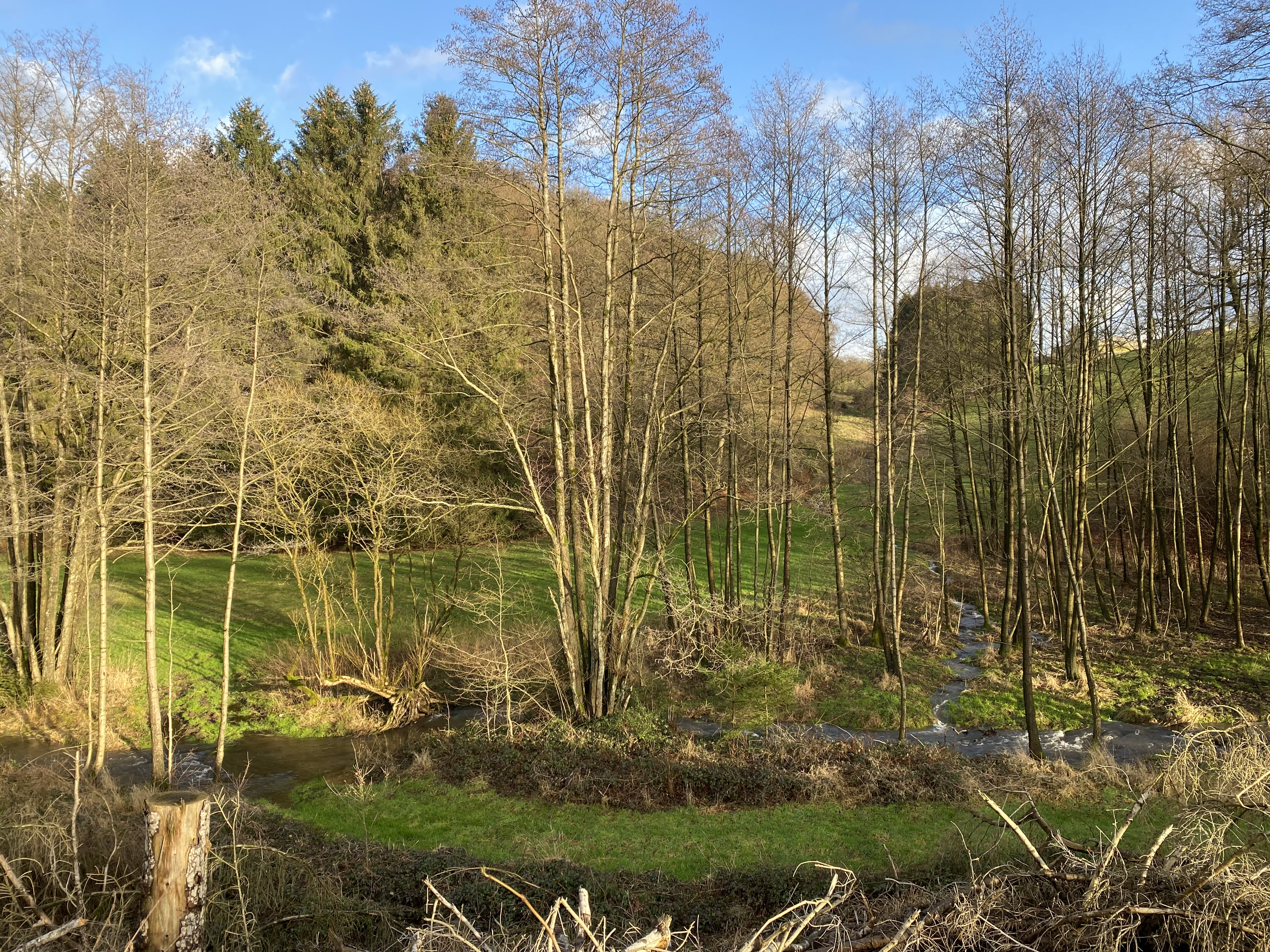
Wefelpütter Siefen mündet in den Marscheider Bach
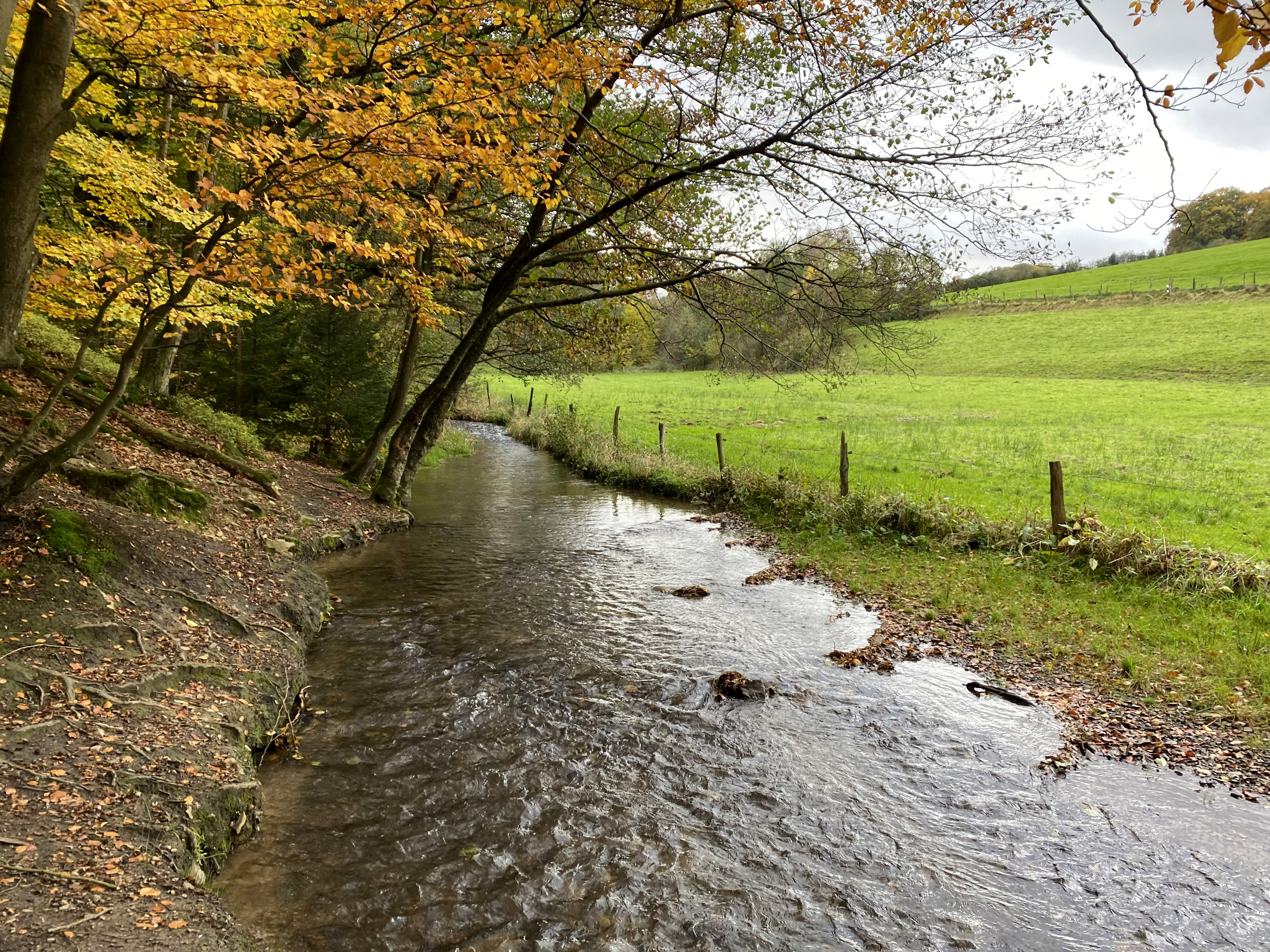
Marscheider Bach östl. Marscheid
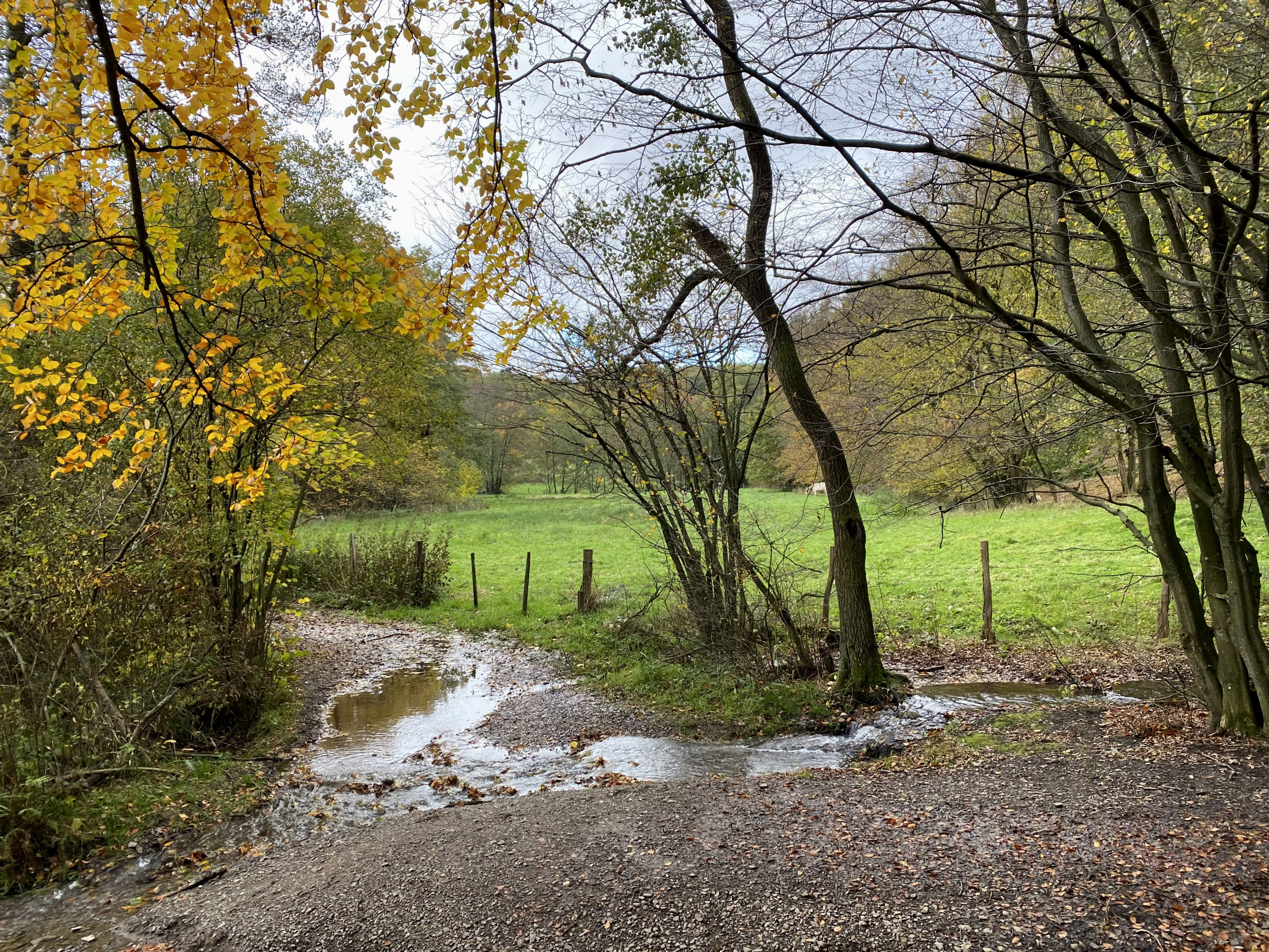
Einmündung Lehmkuhler Bach in den Marscheider Bach
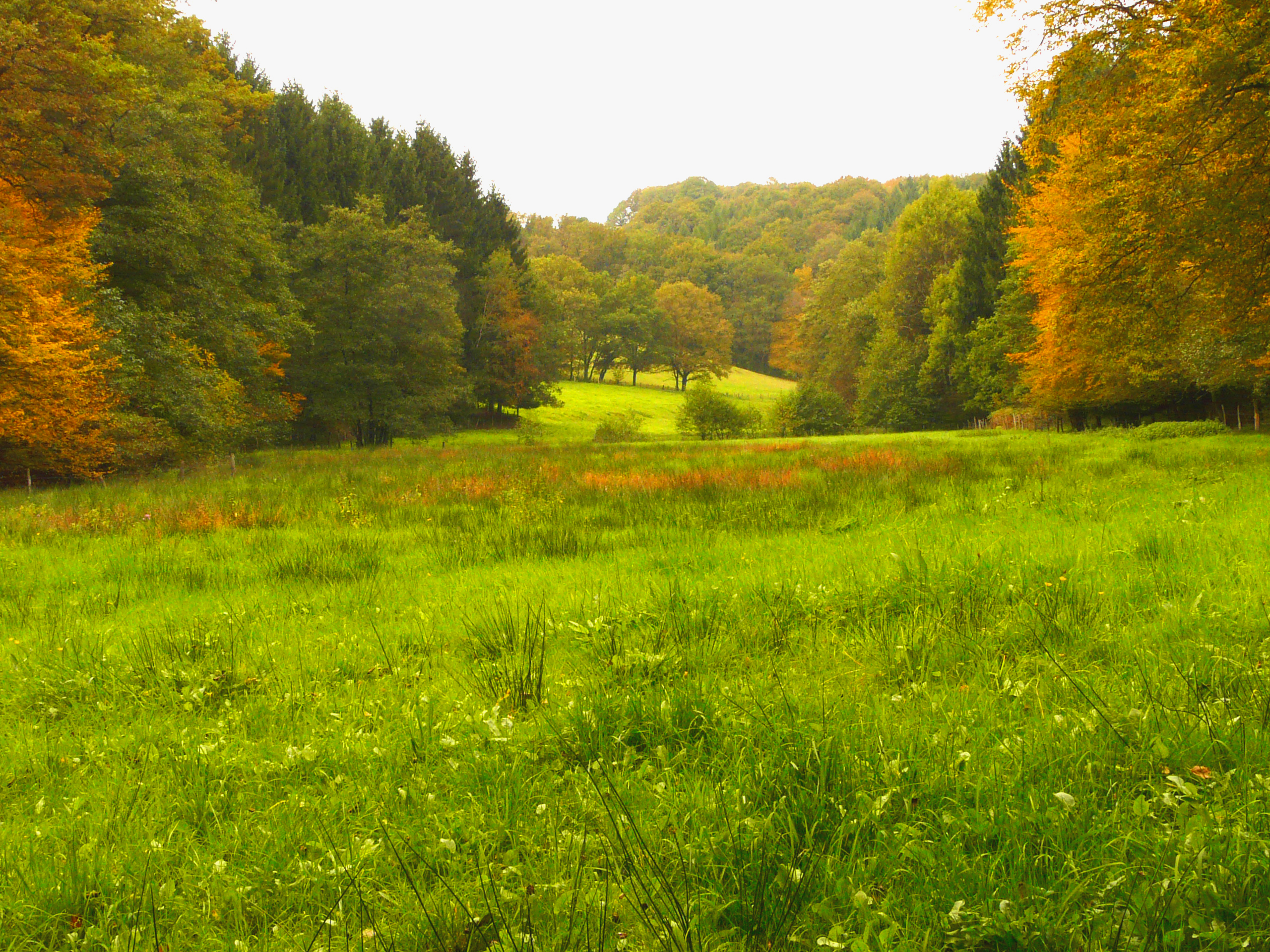
NSG östlich Marscheid
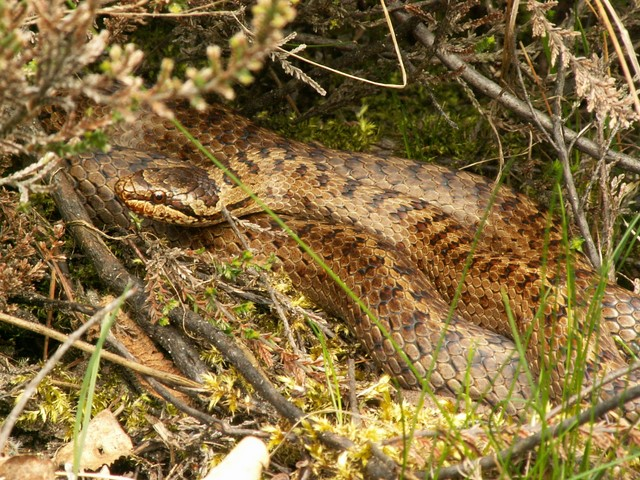
Schlingnatter (Coronella austriaca)
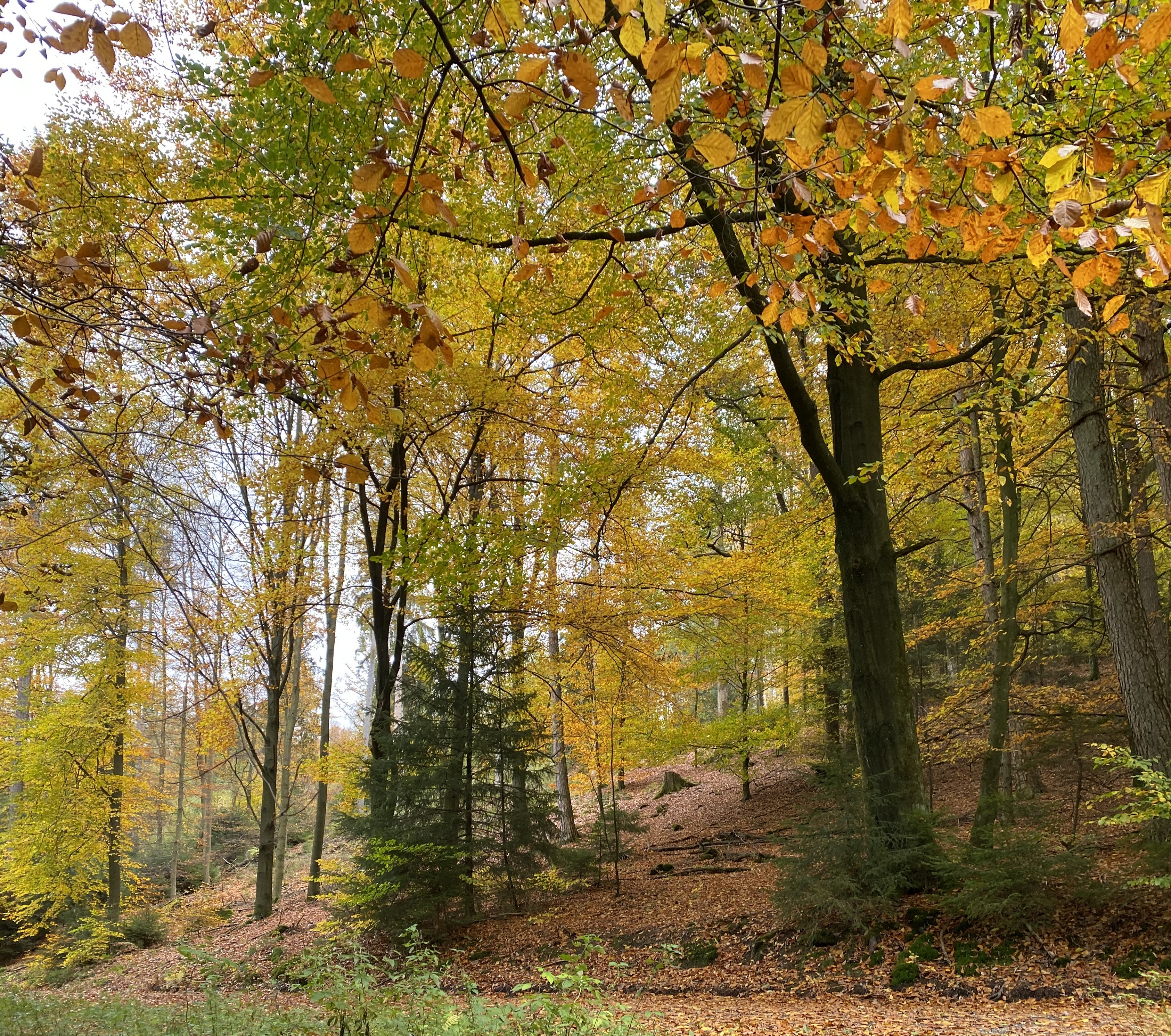
Steilhänge des Marscheider Wald – Refugium der seltenen Schlingnatter
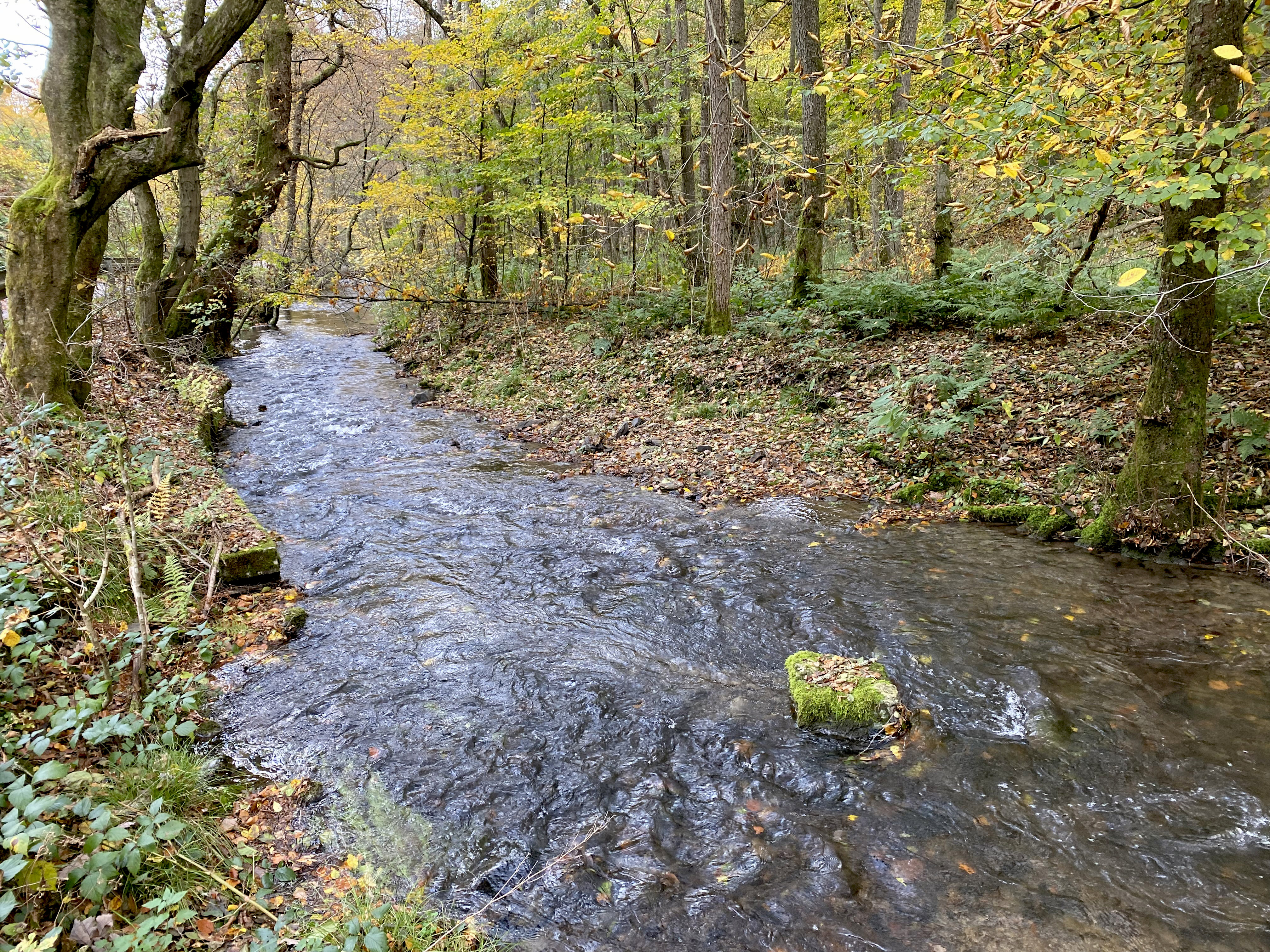
Stelle hoher Fließdynamik
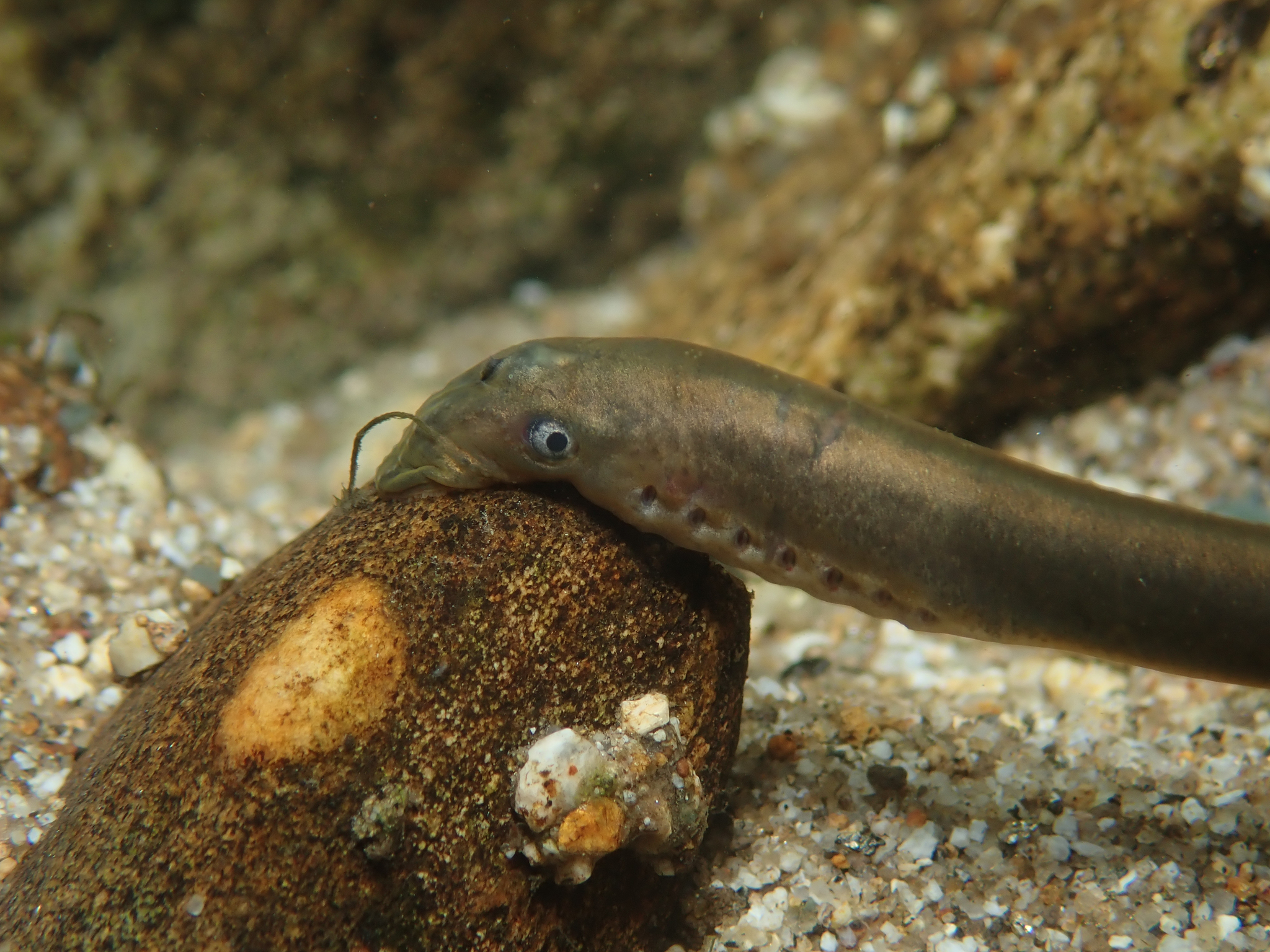
Bachneunauge
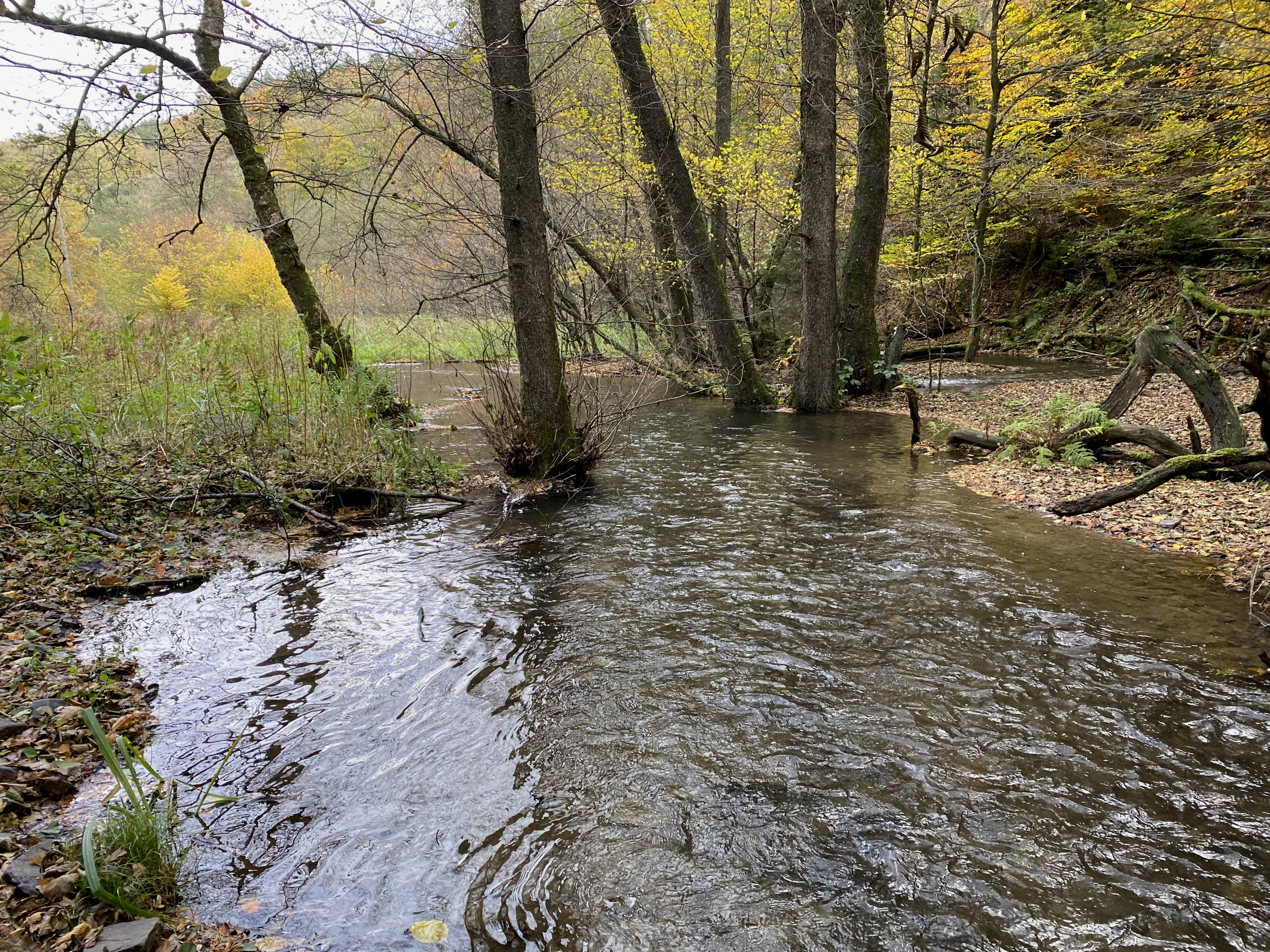
Stelle geringer Fließdynamik im Unterlauf des Marscheider Baches